# Яровой, Станислав Вячеславович
Станислав Вячеславович Яровой (род. 26 августа 2003, Туймазы, Башкортостан) — российский хоккеист, нападающий московского «Спартака».

## Биография
Начинал играть в хоккей в школе ХК «Орёл», затем занимался в мытищинском «Атланте», уфимского «Салавате Юлаеве». С 2016 года — в подольском «Витязе». С сезона 2020/21 — игрок команды МХЛ «Русские Витязи». С сезоне 2022/23 стал играть в КХЛ за «Витязь», а также за «Рязань-ВДВ» в ВХЛ.
На драфте НХЛ 2023 года был выбран в 4-м раунде под общим 126-м номером клубом «Каролина Харрикейнз». 9 января 2024 года сообщалось, что Яровой по окончании сезона подпишет трёхлетний контракт с «Каролиной».
28 февраля 2024 году, в рамках сотрудничества «Витязя» с новым клубом ВХЛ «Юнисон-Москва», подписанного в декабре 2023 года, Яровой, а также Илья Ануфриев, Даниил Малоросиянов и Давид Швангирадзе присоединились к московской команде.
В июне 2025 года Яровой улетел в Каролину, а права на него в КХЛ были обменяны в «Спартак» на денежную компенсацию. 18 июля 2025 года заключил с клубом двустороннее соглашение на два года.